# Diatrype microstega
Diatrype microstega är en svampart som beskrevs av Ellis & Everh. 1892. Diatrype microstega ingår i släktet Diatrype och familjen Diatrypaceae.   Inga underarter finns listade i Catalogue of Life.